# Nathalie Bredella
Nathalie Bredella ist eine deutsche Architektin, Architekturtheoretikerin und Universitätsprofessorin. Ihre Schwerpunkte in Lehre und Forschung zur Geschichte und Theorie der Architektur liegen auf Stadtforschung, Städtebau, Medientheorie, Zeitgenossenschaft, Digitalität und Gendertheorie.

## Ausbildung, Wirken
Bredella studierte Architektur an der Technischen Universität Berlin sowie der Cooper Union New York und war anschließend wissenschaftliche Mitarbeiterin an der Architekturfakultät der Technischen Universität Berlin. 2008 wurde Bredella an der Leibniz-Universität Hannover mit einer architekturtheoretischen Forschungsarbeit zu Film und Architektur (Architekturen des Zuschauens) promoviert.
2010/2011 war Bredella Research Fellow am Internationalen Kolleg für Kulturtechnikforschung und Medienphilosophie (IKKM) a der Bauhaus-Universität Weimar. 2015/2016 war sie Mitglied der DFG-Kollegforschergruppe Medienkulturen der Computersimulation (MECS) der Leuphana Universität Lüneburg. Zeitgleich hatte sie eine Stelle als Dozentin und Forscherin zum Thema Architektur und neue Medien an der Universität der Künste Berlin (UdK) inne.
Bredella war 2016–2020 Gastprofessorin für Architekturgeschichte und Architekturtheorie am Institut für Geschichte und Theorie der Gestaltung (IGTG) der Universität der Künste Berlin (UdK) mit dem Schwerpunkt Medien- und Gendertheorie. Dann war sie Gastdozentin an der ETH Zürich, wo sie sich 2021 am Departement Architektur mit der Arbeit The Architectural Imagination at the Digital Turn habilitierte. Anschließend war sie im Sommersemester 2021 Gastprofessorin an der Technischen Universität München, wo sie u. a ein internationales Symposium zum Thema „Architektur und Gender“ organisierte und Gastprofessorin im Wintersemester 2021/2022 am Karlsruher Institut für Technologie (KIT).
Seit 2023 ist Nathalie Bredella Professorin für Architekturtheorie am Institut für Geschichte und Theorie der Architektur an der Gottfried Wilhelm Leibniz Universität Hannover.

## Veröffentlichungen (Auswahl)

### Monographien
- Architekturen des Zuschauens. Imaginäre und reale Räume im Film. Transcript, Bielefeld 2009, ISBN 978-3-8376-1243-1. (In überarbeiteter digitaler Fassung von 2015 online unter transcript-verlag.de, abgerufen am 4. Juni 2023)
- The Architectural Imagination at the Digital Turn. Routledge, Taylor & Francis Group, London / New York 2022, ISBN 978-1-000-43713-3.

### Aufsätze
- Die Inszenierung des Blicks im Backstage-Film. Directing the Spectator's View. In: Jörg Gleiter, Nobert Korrek u. a. (Hrsg.): Realität des Imaginären. Architektur und das digitale Bild. Schriften der Bauhaus-Universität Weimar, Weimar 2008, S. 329 ff.
- Architecture and Atmosphere. Technology and the Concept of the Body. In: Lehrstuhl für Theorie und Geschichte der modernen Architektur, Kristian Faschingeder (Hrsg.): Architektur der neuen Weltordnung, Verlag der Bauhaus-Universität Weimar, Weimar 2011, ISBN 978-3-86068-417-7, S. 550 ff.
- Synesthetic effects within computational design environments. In: Wolkenkuckucksheim, Heft 31, 2013.
- Modelle des Entwerfens. Zur Bedeutung digitaler Werkzeuge im Entwurfsprozess von Frank O. Gehry. In: Wissenschaft Entwerfen. Vom forschenden Entwerfen zur Entwurfsforschung der Architektur. Hrsg. Sabine Ammon, Eva Maria Froschauer. Brill, Leiden 2013, ISBN 978-3-7705-5521-5, S. 205–228.

- In the midst of things. Reflections on architecture's entanglement with digital technology, media theory, and material cultures during the 1990s. In: Andrew Goodhouse (Hrsg.): When Is the digital in architecture? Sternberg Press, Berlin 2017, ISBN 978-1-927071-46-5, S. 335–382.
- Bildgebungsverfahren und computerbasierte Architektur. Zur Operativität und Materialität digitaler Modellierungen im Entwurf. In: Bildlichkeit im Zeitalter der Modellierung. Hrsg. Inge Hinterwaldner, Sabine Ammon. Brill, Leiden 2017, ISBN 978-3-8467-5854-0, S. 347–367.
- Modell. In: Barbara Wittmann (Hrsg.), Werkzeuge des Entwerfens (= Schriften des Internationalen Kollegs für Kulturtechnikforschung und Medienphilosophie, Bd. 30). Diaphanes, Zürich 2018, ISBN 978-3-0358-0039-5, S. 103–117.

### Herausgeberschaften
- (mit Alexander Peterhaensel): Imaging and Interaction. Perspectives on Mediated Realities. Verlag Universität der Künste, Berlin 2017, ISBN 978-3-89462-302-9.
- (mit Carolin Höfler): Architectural Research Quarterly, Vol. 21, No. 1, Themenheft: Computational Tools in Architecture, Cybernetic Theory, Rationalisation and Objectivity. Cambridge University Press,  Cambridge 2017.
- (mit Chris Dähne): Infrastrukturen des Urbanen. soundscapes, landscapes, netscapes. Transcript, Bielefeld 2013, ISBN 978-3-8376-2092-4.